# Fumihiko
Fumihiko (ふみひこ) est un prénom japonais masculin courant. L'écriture la plus fréquente est 文彦 : lettre/texte et bel homme.

## En kanji
Ce prénom peut aussi s'écrire :
- 郁彦 : vif et bel homme
- 記彦 : chronique et bel homme
- 史彦 : histoire et bel homme
- 章彦 : chapitre/emblème et bel homme
- 典比古 : rituel, comparer et ancien
- 二三彦 : deux, trois et bel homme
- 富美彦 : richesse, beauté et bel homme
- 文比古 : lettre/texte, comparer et ancien
- 文美士 : lettre/texte, beauté et samouraï/homme lettré

## Personnes célèbres
- Fumihiko Kakubari (角張文彦), un patineur de vitesse japonais.
- Fumihiko Kitsutaka, (橘高 文彦) un compositeur japonais.
- Fumihiko Imamura (今村文彦), un ingénieur civil japonais.
- Fumihiko Machida (町田文彦), un ancien joueur de badminton japonais.
- Fumihiko Maki (槇文彦), un architecte contemporain japonais.
- Fumihiko Ōtsuki (大槻文彦), un lexicographe, un linguiste, et un historien japonais.
- Fumihiko Shimo, (志茂 文彦) un scénariste japonais.
- Fumihiko Sori (曽利文彦), un réalisateur, producteur, scénariste et informaticien graphiste japonais.
- Fumihiko Sueki (末木文美士), un historien japonais.
- Fumihiko Tachiki (立木文彦), un seiyū japonais.
- Fumihiko Takashima, un sculpteur japonais.
- Fumihiko Takayama (高山文彦), un réalisateur et scénariste japonais d'animes.